# غوفر تاليري
غوفر تاليري (الاسم العلمي: Orthogeomys thaeleri) هو نوع من الحيوانات يتبع جنس غوفر مستقيم من فصيلة الغوفرية.